# قصف الفلسطينيين النازحين من مدينة غزة
مجزرة غزة (13 أكتوبر 2023) وتُعرف كذلك باسمِ قصف الفلسطينيين النازحين من مدينة غزة هي مجزرة ارتكبها سلاح الجوّ الإسرائيلي يوم 13 تشرين الأول/أكتوبر 2023 خلال معركة طوفان الأقصى، حيثُ استهدفت عدة غارات جوية إسرائيلية عشرات المدنيين الفلسطينيين الذين أجبرتهم إسرائيل على مغادرة شمال مدينة غزة عقبَ عشرات الغارات المتتاليّة والمنشورات الورقيّة التي ألقتها الطائرات. تسببت هذه المجزرة في مقتل ما لا يقلُّ عن 70 فلسطينيًا، معظمهم من النساء والأطفال بالإضافة لعشرات الجرحى، وجاء هذا القصف تزامنًا مع التوجيهات الإسرائيلية بإخلاء شمال القطاع، حيث وجَّهت أذرعها الإعلامية بمن فيهم أفيخاي أدرعي لحثِّ أكثر من مليون ساكن في الشمال على النزوح إلى الجزء الجنوبي.

## خلفية
استمرَّت إسرائيل في ظلّ حكومة يمينية متطرفة في تعزيزِ الاستيطان وفي محاولة تهويد مدينة القُدس بالكامل فضلًا عن منعِ الفلسطينيين من دخول الأقصى في كثيرِ من المناسبات، كما أينعت في حصارها الشامل على قطاع غزة عدا عن اغتيالِ عشرات الفلسطينيين كل شهر وارتكابِ عددٍ من المجازر. ردَّت فصائل المقاومة الفلسطينية وعلى رأسها حركة المقاومة الفلسطينية حماس على كلّ هذه الأفعال بإطلاق عملية عسكرية واسعة يوم 7 أكتوبر 2023 سمَّتها عملية طوفان الأقصى وفيها اقتحمَ المقاومون في كتائب الشهيد عز الدين القسام التي قادت المعركة عشرات المستوطنات الإسرائيلية الواقعة في غلاف غزّة وقتلت عشرات المجنّدين الإسرائيليين وأسرت آخرين ثم عادت بهم لداخل القطاع.
أعلنت إسرائيل إطلاق عملية السيوف الحديدية على ما قالت إنّه ردٌّ على طوفان الأقصى، فشنّت عشرات الغارات الجوية على مختلفِ مدن وبلدات القطاع ما تسبّب في وقوعِ سبع مجازر على الأقل في حقّ الفلسطينيين في أقلّ من أسبوع وذلك منذُ السابع حتى الثاني عشر من أكتوبر 2023، وكان وزير الدفاع الإسرائيلي يوآف غالانت قد وصفَ في اليوم الثالث من عملية طوفان الأقصى (9 أكتوبر) سكان قطاع غزة بأنهم «حيوانات البشرية»، مؤكّدًا بأنه سوف يتعامل مع القطاع على هذا الأساس.

## المجزرة

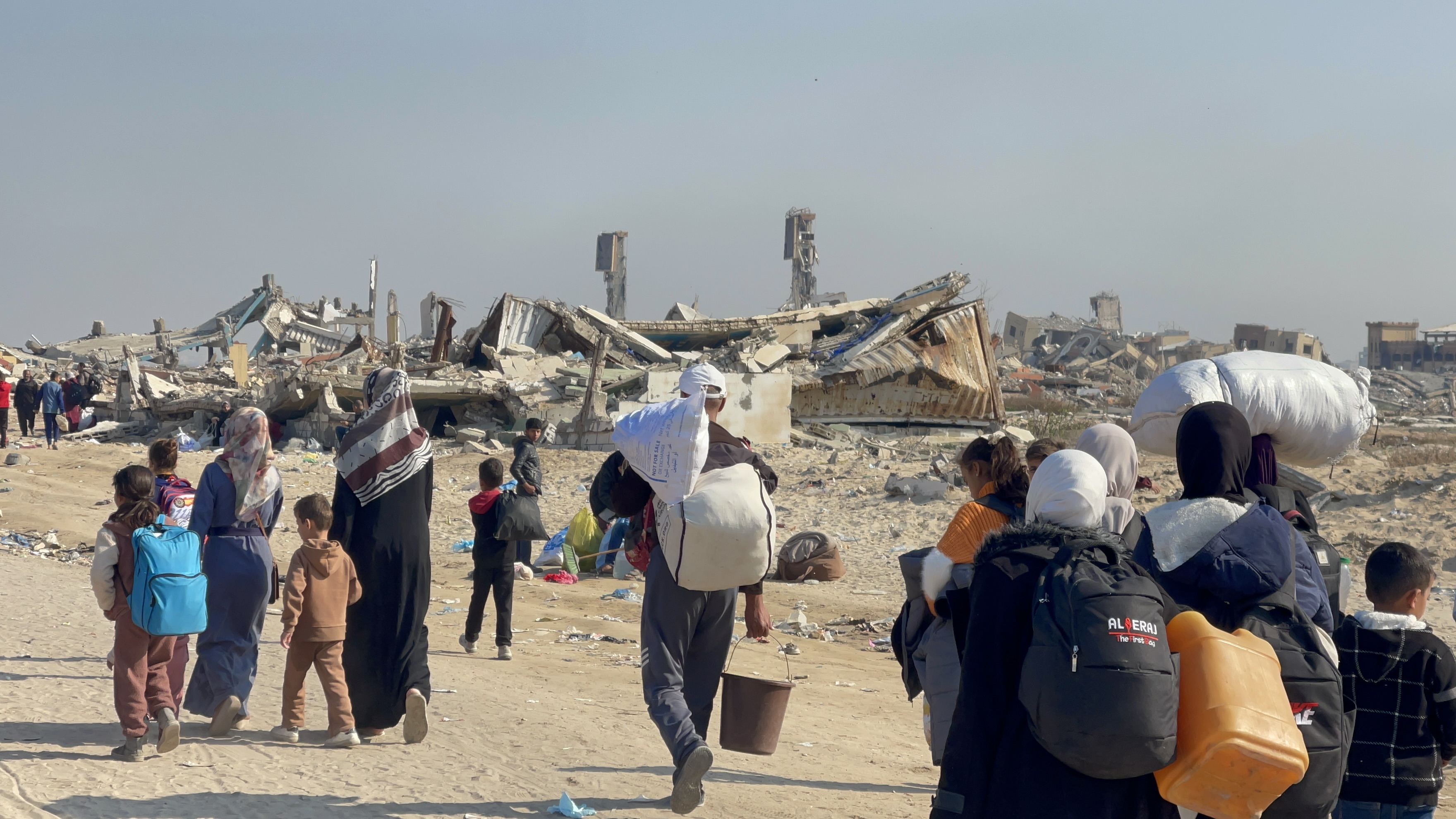
التهجير القسري لسكان قطاع غزة خلال حرب غزة

### محاولات التهجير
حاولت إسرائيل ضمنَ استراتيجية محددة تهجير سكان شمال قطاع غزة بالكامل نحو الجنوب، حيث شنّت عشرات الغارات الجويّة لدفعهم نحو النزوح كما ألقت الطائرات الإسرائيلية منشورات ورقيّة على مدن وبلدات الشمال تطلبُ من الفلسطينيين الرحيل للجنوب. اعتبرت الأمم المتحدة قرار جيش الاحتلال بأنه انتهاكٌ واضح وصريح لقوانين الحرب ولحقوق الإنسان.

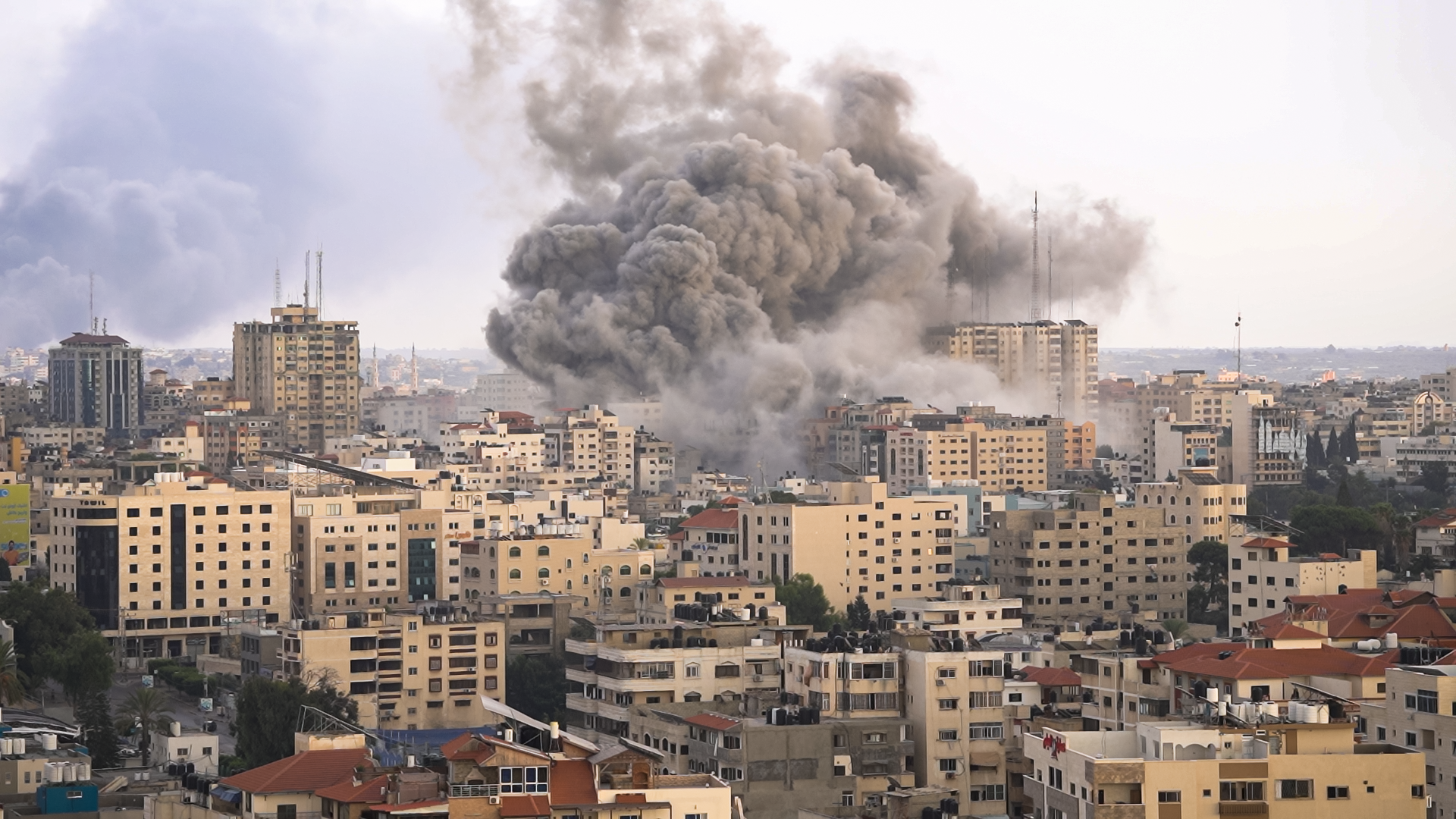
الغارات الجوية التي استهدفت المباني المدنية والسكنية

### الغارة الجوية
جاءت الغارات الجوية في وقت أمرت فيه إسرائيل جميع سكان شمال غزة بالتحرك جنوبًا، فأثناء تحرّك عشرات المدنيين الفلسطينيين في السيارات والشاحنات، قام سلاح الطيران الإسرائيلي بقصف القوافل مما أدى إلى مقتل 70 شخصًا معظمهم من النساء والأطفال، كما استمرت الغارات الجوية على مناطق الجنوب الذي طُلب من المدنيين النزوح إليها أساسًا.

## الردود
وصفت وكالة الأنباء الفلسطينية الرسمية (وفا) الهجوم بأنه "مجزرة جديدة". كما قالت جمعية الهلال الأحمر الفلسطيني، وهي منظمة طبية: "لم نغادر ولن نغادر"، وأضافت: "سيواصل طواقمنا الطبية واجباتهم الإنسانية، ولن نترك الناس يواجهون الموت وحدهم".

## 13 أكتوبر
في 13 أكتوبر، أمرت إسرائيل سكان شمال غزة بالكامل بالتحرك جنوبًا، مما أجبر أكثر من مليون شخص على الفرار من منازلهم. وبعد صدور الأمر، قُتل 70 شخصًا في قوافل الإخلاء المتجهة جنوبًا إلى غزة، معظمهم من النساء والأطفال. بينما استمرت الغارات الجوية في الجنوب، بادر الفلسطينيون إلى عمليات الإخلاء من شمال غزة. وفقًا لتقارير مسؤولي حماس، أدت هذه الهجمات إلى خسارة أرواح في المقام الأول من النساء والأطفال. ووفقًا لمكتب إعلام حماس، فقد نُفذت هذه الغارات الجوية على مركبات تغادر مدينة غزة. وقد تم استهداف هذه السيارات في ثلاث نقاط. وعلى الرغم من وجود خلافات حول التفاصيل الدقيقة للهجمات، فإن عددًا من المصادر تنسب المسؤولية إلى ضربة صاروخية إسرائيلية. عند تحليل لقطات الفيديو للحدث، ذكرت صحيفة فاينانشال تايمز أنها "تبدو وكأنها تستبعد معظم التفسيرات باستثناء الضربة الإسرائيلية". صرح الرائد في الجيش البريطاني وخبير الذخيرة كريس كوب سميث أن صاروخًا كان السبب الأكثر ترجيحًا للانفجارات التي شوهدت في مقاطع الفيديو. اعتبر خبير ذخيرة آخر، ديزموند ترافرز، أن الهجوم الإسرائيلي هو التفسير الأكثر ترجيحًا، على الرغم من أنه لم يستبعد تفسيرات أخرى محتملة.
أفادت مصادر أخرى، بما في ذلك هيئة الإذاعة البريطانية، بالحدث دون الإشارة إلى الطرف المسؤول، وأشارت بعض المصادر إلى غياب توقيعات الغارات الجوية في المواد المصورة، مما يشير إلى تفجيرات على جانب الطريق. اتهمت إسرائيل حماس بشكل مباشر بمنع إخلاء الفلسطينيين، من أجل استخدامهم كـ "دروع بشرية".

## 3 نوفمبر
في 3 نوفمبر، قُتل أربعة عشر شخصًا في قصف إسرائيلي أثناء محاولتهم إخلاء شمال غزة. في 11 نوفمبر/تشرين الثاني، أشارت الأمم المتحدة إلى وقوع عدة انفجارات في ممر الإخلاء على طريق صلاح الدين، مما أسفر عن سقوط قتلى وجرحى.

## 7 نوفمبر
لوح المدنيون بالأعلام البيضاء أثناء مرورهم بالدبابات الإسرائيلية، على الرغم من أنهم أفادوا بأن الجنود الإسرائيليين أطلقوا النار عليهم على أي حال ومرروا جثثًا على طول الطريق. قال جيش الدفاع الإسرائيلي إن القوات كانت تحت نيران حماس عندما حاولت فتح طريق الإخلاء المؤقت للمدنيين.

## 13 يناير 2024
في 13 يناير 2024، أصيبت جدة فلسطينية برصاص قناص إسرائيلي بينما كانت تمسك بيد حفيدها، وتلوح بعلم أبيض، وتسير على طريق الإخلاء الذي أُعلن أنه آمن.
في 27 أكتوبر، بدأت إسرائيل غزوًا بريًا لقطاع غزة، حيث دخلت الدبابات وحاصرت المناطق المحيطة بمدينة غزة. في 30 أكتوبر، تعرض السكان الذين كانوا يخلون مدينة غزة بالقرب من نتساريم لقصف بالدبابات، والتي فتحت النار على سيارتهم أثناء محاولتهم الدوران. يبدو أن مقطع فيديو للهجوم أظهر تدمير السيارة. كما أفادت التقارير بمقتل ثلاثة أشخاص. في 22 فبراير 2024، تعرضت عائلة كانت تحاول الفرار من مدينة غزة لنيران دبابة إسرائيلية، على الرغم من التلويح بالأعلام البيضاء.
المنطقة التي يغطيها أمر الإخلاء الجديد هي واحدة من أكبر المناطق في الصراع المستمر منذ 10 أشهر. تم نشر الإعلان على X وإرساله في رسائل نصية وصوتية إلى هواتف السكان. "من أجل سلامتك، يجب عليك الإخلاء فورًا إلى المنطقة الإنسانية التي تم إنشاؤها حديثًا. تعتبر المنطقة التي تتواجد فيها منطقة قتال خطيرة"، كما جاء في الإعلان. قال الدفاع المدني الفلسطيني في غزة إن أكثر من 100 فلسطيني قُتلوا وأصيب العشرات يوم السبت عندما شنت إسرائيل هجومًا على مدرسة التبين في مدينة غزة. قال رئيس المكتب الإعلامي الحكومي في غزة للجزيرة إن الجيش الإسرائيلي استخدم ثلاث قنابل تزن 2000 رطل (907 كجم) لكل منها في هجومه. وقال إن إسرائيل كانت على علم بوجود نازحين يحتمون داخل المدرسة.
غادر عشرات الآلاف من الناس منازلهم وملاجئهم بين عشية وضحاها، متجهين غربًا نحو المواصي وشمالًا نحو دير البلح، وهي أماكن مكتظة بالفعل بمئات الآلاف من النازحين. لا نعرف إلى أين نذهب. لا يوجد مكان آمن في قطاع غزة بأكمله. ومن يجرؤ على القول بوجود منطقة آمنة فهو كاذب. وقال هاني الفجم، وهو نازح فلسطيني آخر، إن هذه هي المرة الثالثة التي ينزح فيها خلال فترة قصيرة من الزمن، والسادسة منذ بدء الحرب. وقال: "كنا قد عدنا للتو إلى المنزل منذ خمسة أيام عندما طُلب منا فجأة المغادرة مرة أخرى". وفقًا للأمم المتحدة، نزح معظم سكان غزة البالغ عددهم 2.3 مليون نسمة من منازلهم، في حين تحول الجيب المحاصر إلى أنقاض إلى حد كبير. ويقول كل من الأمم المتحدة والمسؤولين الفلسطينيين إنه لا توجد مناطق آمنة في القطاع، حيث تعرضت المناطق التي تم تحديدها سابقًا كمناطق إنسانية للقصف عدة مرات من قبل القوات الإسرائيلية. أمر الجيش الإسرائيلي جميع المدنيين الفلسطينيين بمغادرة مدينة غزة والتوجه جنوبا يوم الأربعاء مع تصعيده لهجومه العسكري في المنطقة والذي أسفر عن مقتل العشرات خلال الـ 48 ساعة الماضية. جاء أمر الإخلاء، الذي تم تنفيذه بإسقاط منشورات تحث "كل من في مدينة غزة" على اتخاذ "طريقين آمنين" جنوبا إلى المنطقة المحيطة بوسط مدينة دير البلح، بعد سلسلة من الضربات القاتلة على مدى اليومين الماضيين في أجزاء أخرى من غزة. امرأة فلسطينية تعانق ابنها المصاب في القصف الإسرائيلي لقطاع غزة في مستشفى في خان يونس. في يوم الثلاثاء، أسفرت غارة جوية على مدخل مدرسة تحولت إلى مأوى في جنوب غزة عن مقتل 31 شخصا على الأقل، بينهم ثمانية أطفال، وفقا لمسؤولين في مستشفى ناصر القريب. وأظهرت لقطات بثتها الجزيرة أطفالا يلعبون كرة القدم في ساحة المدرسة عندما هز دوي مفاجئ المنطقة، مما أثار صيحات "ضربة، ضربة!". كانت المنطقة التي ضربت مزدحمة وقت الهجوم، وفقا لشهود تحدثوا إلى هيئة الإذاعة البريطانية.
في الساعات الأولى من صباح الأربعاء، قتلت الغارات الإسرائيلية 20 فلسطينيا على الأقل. وذكرت وكالة أسوشيتد برس أن 12 شخصا قتلوا في مخيم النصيرات للاجئين وثمانية في منزل في دير البلح، وهي منطقة تقع داخل "المنطقة الآمنة الإنسانية" حيث طلبت إسرائيل من الفلسطينيين اللجوء. وقد تقدمت القوات البرية الإسرائيلية إلى أجزاء من مدينة غزة في الأيام الأخيرة، مما دفع إلى نزوح جماعي لآلاف الفلسطينيين الساعين إلى الفرار من وابل القصف والغارات الجوية. وفي الأسبوع الماضي، وجه الجيش السكان الفلسطينيين إلى الإخلاء من المناطق الشرقية والوسطى من المدينة. وعلى الرغم من التوجيه، لم يتحقق رحيل فوري واسع النطاق من المدينة. وقال العديد من المدنيين لصحيفة الغارديان إنهم خلصوا إلى أنه لا يوجد ملجأ في غزة المنكوبة بالحرب وأنهم يفتقرون إلى الثقة في الممرات الآمنة التي حددتها إسرائيل. وقال السكان إنهم يخشون أيضا أنه إذا غادروا فلن يتمكنوا من أخذ ممتلكاتهم أو العودة. دير البلح، قطاع غزة (أسوشيتد برس) - حث الجيش الإسرائيلي جميع الفلسطينيين على مغادرة مدينة غزة والتوجه جنوبًا يوم الأربعاء، في إطار هجوم جديد عبر شمال وجنوب ووسط القطاع المحاصر والذي أسفر عن مقتل العشرات من الأشخاص خلال الساعات الثماني والأربعين الماضية. لم تشهد المدينة نزوحاً جماعياً فورياً بعد الأمر الصادر يوم الأربعاء. قد استنتج العديد من الفلسطينيين أنه لا يوجد ملجأ في غزة المنكوبة بالحرب. وجاء أمر الإخلاء الصادر يوم الأربعاء بعد سلسلة من الضربات القاتلة على مدى اليومين الماضيين في أجزاء أخرى من المنطقة. فقد أصاب القصف الإسرائيلي في وقت مبكر من يوم الأربعاء أربعة منازل في دير البلح ومخيم النصيرات للاجئين القريب، مما أسفر عن مقتل 20 فلسطينياً.